# Pehuenche
Pehuenche är en kulle i Antarktis. Den ligger i Sydshetlandsöarna. Argentina, Chile och Storbritannien gör anspråk på området.
Terrängen runt Pehuenche är huvudsakligen kuperad, men den allra närmaste omgivningen är varierad. Havet är nära Pehuenche norrut. Trakten är obefolkad. Det finns inga samhällen i närheten. 